# Hoc
Hoc fue un caudillo vikingo y monarca de Dinamarca en la era de Vendel (siglo V) según aparece en el poema épico Beowulf, Widsith y también el Fragmento de Finnsburg.
En la narrativa épica, a Hoc se le denomina  Hoc Healfdene, lo que sugiere (aunque sea parcialmente) que procede de ancestros daneses. Su primogénito fue el príncipe Hnæf que murió en el campo de batalla contra los frisones, también tuvo una hija llamada Hildeburh que casó con Finn de Frisia.
Hoc pudo ser el mismo Haki que aparece en la saga Ynglinga de Snorri Sturluson, quien conquistó Gamla Uppsala y gobernó el reino durante diez años antes de ser derrocado por Jorund.